# Ramila ruficostalis
Ramila ruficostalis là một loài bướm đêm trong họ Crambidae.